# Повреда предњег укрштеног лигамента колена
Повреде предњег укрштеног лигамента (лат. ligamentum cruciatum anterius - ЛЦА) су најчешће повреде лигамената колена које иначе чине 50% свих повреда колена, иако често бивају превиђене. Хируршка анатомија, биомеханика, и лечење оштећења укрштених лигамената опширно су описивани у литератури, али су лезије предњег укрштеног лигамента и његова улога у нестабилности колена остали једно од најспорнијих питања ортопедије.

## Увод
Повреда предњег укрштеног лигамента настаје када је предњи укрштени лигамент (ligamentum cruciatum anterius - LCA) или истегнут, делимично поцепан или потпуно поцепан.  Најчешћа повреда је потпуна руптура.  Симптоми укључују бол, пуцкетање у тренутку повреде, нестабилност колена и отицање зглоба.  Отицање се углавном јавља у року од неколико сати. У приближно 50% случајева оштећене су друге структуре колена, попут околних лигамената, хрскавице или менискуса. 
Основни механизам повреде укључује брзу промену правца, нагло заустављање, слетање након скока или директан ударац у колено.  Чешће су код спортиста, посебно оних који учествују у алпском скијању, фудбалу, америчком фудбалу или кошарци.  Дијагноза се обично поставља физикалним прегледом, а понекад се поткрепљује и магнетном резонанцом (МРИ).  Физикални преглед ће често показати осетљивост око коленског зглоба, смањен опсег покрета колена и повећану опуштеност зглоба. 
Превенција повреда је могућа неуромускуларним тренингом и јачањем језгра колена. Препоруке за лечење зависе од жељеног нивоа активности.  Онима са ниским нивоом будућих активности може бити довољно конзервативно лечење, укључујући имобилизацију и физиотерапију.  Често се препоручује хируршко лечење артроскопском реконструкцијом предњег укрштеног лигамента.  То укључује замену тетивом која је узета са другог дела тела или са леша. Рехабилитација након хируршке интервенције укључује постепено ширење опсега покрета зглоба и јачање мишића око колена.  Ако се препоручује, операција се углавном не изводи док се почетно запаљење од повреде не смири. 
У Сједињеним Државама годишње је погођено око 200 000 људи. У неким спортовима жене имају већи ризик од повреде предњег укрштеног лигамента, док су у другим подједнако погођена оба пола. Док одрасли са комплетном руптуром имају већу стопу остеоартритиса колена, стратегија лечења изгледа не мења овај ризик.

## Знаци и симптоми
Када пацијент има повреду ЛЦА, вероватно ће чути "пуцање" у колену праћено болом и отоком. Они такође могу доживети нестабилност у колену када наставе са ходањем и другим активностима, јер лигамент више не може стабилизовати коленски зглоб и спречити потколеницу да клизи напред.
Смањен опсег покрета колена и осетљивост дуж зглобне линије такође су чести знаци акутне повреде ЛЦА. Бол и оток могу се сами повући; међутим, колено ће остати нестабилно и повратак спорту без лечења може довести до даљег оштећења колена. 

## Етиологија
Узроци могу да укључују:
- Брза промена смера (познато и као „сечење“)

- Неспретно слетање из скока

- Нагло заустављање приликом трчања

- Директан контакт или удар у колено (нпр. Током фудбалског меча или судара моторног возила) [2]

Ови покрети узрокују да се тибија брзо одмакне од бутне кости, стварајући оптерећење на коленском зглобу и потенцијално доводећи до руптуре ЛЦА. Око 80% повреда ЛЦА догоди се без директне трауме. Фактори ризика укључују женски пол, специфичне спортове, лошу кондицију, умор и играње на трави.

#### Превладавање жена
Спортисткиње имају два до осам пута већу вероватноћу да повреде ЛЦА у спортовима који укључују сечење и скакање у поређењу са мушкарцима који се баве истим спортом. Подаци из САД утврдили су релативне стопе повреда на 1000 излагања спортиста:
- Мушка кошарка 0,07, женска 0,23

- Мушки фудбал 0,09, женски 0,28

Највећа стопа повреда ЛЦА код жена догодила се у гимнастици, са стопом повреда на 1000 излагања спортиста од 0,33. Од четири спорта са највишом стопом повреда ЛЦА, три су била женска - гимнастика, кошарка и фудбал.
Разлике између мушкараца и жена идентификоване као потенцијални узроци су активна мишићна заштита зглоба колена, разлике у поравнању ногу и карлице, и релативна опуштеност лигамената проузрокована разликама у хормоналној активности од естрогена и релаксина. Чини се да пилуле за контрацепцију смањују ризик од повреде ЛЦА.

#### Теорије доминације
Фемур са К углом: угао формиран линијом повученом од предње горње илијачне кичме кроз средиште пателе и линијом повученом од центра пателе до центра тибијалног туберкула
Неке студије сугеришу да постоје четири неуромускуларне неравнотеже које предиспонирају жене на већу учесталост повреде ЛЦА. Вероватније је да ће спортисткиње доскочити с релативно екстендираним коленима у аддукцији, док већина њихове телесне тежине пада на једно стопало, а горњи део тела се нагиње у једну страну. Неколико теорија је описано да би објаснило ове неравнотеже. То укључује теорију доминације лигамената, доминације квадрицепса, доминације ногу и теорију доминације трупа.
Теорија доминације лигамената сугерише да када жене спортисти слете након скока, њихови мишићи не апсорбују у довољној мери удар тла. Као резултат, лигаменти колена морају да апсорбују силу, што доводи до већег ризика од повреда.
Теорија доминације квадрицепса односи се на тенденцију спортиста да преференцијално користе мишиће квадрицепса за стабилизацију коленског зглоба. С обзиром на то да мишићи квадрицепса раде на повлачењу тибије напред, прекомерна контракција квадрицепса може да оптерети ЛЦА, повећавајући ризик од повреде.
Теорија доминације ногу описује запажање да жене имају тенденцију да се више ослањају на једну ногу.
Коначно, теорија доминације трупа сугерише да мушкарци обично показују већу контролу трупа током доскока, што доказује већа активација унутрашњег косог мишића. Спортисткиње ће вероватније доскочити са горњим делом тела нагнутим у једну страну и већом тежином на једној нози од друге, због чега оптерећују колена већом ротационом силом.

#### Хормонске и анатомске разлике
Пре пубертета, није примећена разлика у учесталости руптуре ЛЦА међу половима. Претпоставља се да промене у нивоу полних хормона, посебно повишени нивои естрогена и релаксина код жена током менструалног циклуса, изазивају предиспозицију за пуцање ЛЦА. То је зато што могу повећати лабавост зглобова и растегивост меких ткива која окружују зглоб колена. Текућа истраживања су приметила већу појаву повреда ЛЦА код жена током овулације и мање повреда током фоликуларне и лутеалне фазе менструалног циклуса.
Резултати студије показали су да су факултетске спортисткиње са нивоима концентрације релаксина већим од 6,0 пг / мл у четири пута већем ризику од руптуре ЛЦА у односу на оне са нижим концентрацијама.
Поред тога, женске карлице се током пубертета шире утицајем полних хормона. Ова шира карлица захтева од фемура да се нагне према коленима. Овај угао према колену назива се К угао. Просечан угао К за мушкарце је 14 степени, а за жене 17 степени. Могу се предузети кораци за смањење овог К угла, као што је коришћење ортотике. Релативно шири женски кук и проширени К угао могу довести до повећане вероватноће руптуре ЛЦА код жена.

#### ЛЦА, тонус мишића и снага
Током пубертета, полни хормони такође утичу на распоред меких ткива у целом телу. Преобликовање везивног и мишићног ткива резултира женским ЛЦА који су тањи и могу да попусте (тј. пуцају) при мањим силама оптерећења, а настају и разлике у тонусу лигамената и мишића између мушкараца и жена. Женска колена су мање укочена од мушких током активације мишића. Сила примењена на мање укочено колено вероватније ће резултирати руптуром ЛЦА.
Поред тога, четвороглави мишићи бута су антагонисти ЛЦА. Према студији рађеној на спортисткињама на Универзитету у Мичигену, 31% спортисткиња редовно грчи м. квадрицепс феморис при доскоку у поређењу са 17% код мушкараца. Због повећане контракције мишића квадрицепса фемориса током физичке активности, повећани напор се ставља на ЛЦА услед хиперекстензије тибије.

## Патофизиологија
Зглоб колена чине три кости: фемур (бутна кост), тибија (цеваница) и патела (чашица колена). Те кости заједно држе лигаменти, који су јаке траке везивног ткива које одржавају зглоб стабилним док појединац хода, трчи, скаче итд. Постоје две врсте лигамената у колену: колатерални лигаменти и укрштени лигаменти.
Колатерални лигаменти укључују медијални колатерални лигамент (дуж унутрашње стране колена) и бочни или фибуларни колатерални лигамент (дуж спољне стране колена). Ова два лигамента функционишу тако да ограничавају бочно кретање колена.
Укрштени лигаменти чине „X“ унутар зглоба колена са предњим укрштеним лигаментом који иде од предње стране тибије до задње стране бутне кости, а задњи укрштени лигамент иде од задње стране потколенице до предње стране бутне кости. Предњи укрштени лигамент спречава да тибија исклизне испред бутне кости и пружа стабилност код ротације колена.
Постоје и две структуре у облику слова Ц направљене од хрскавице које се називају медијални менискус и бочни менискус који се налазе на врху потколенице у коленском зглобу и служе као амортизер за зглобне површине кости.

## Дијагноза

### Физикални преглед
Већина повреда ЛЦА може се дијагностиковати испитивањем колена и упоређивањем са другим, неоштећеним коленом. Када лекар посумња на повреду ЛЦА код особе која пријави звук пуцања у колену у тренутку повреде, праћен отицањем, болом и нестабилношћу коленског зглоба, може да изврши неколико тестова за процену оштећења колена. Ови тестови укључују тест померања заокрета (pivot-shift test), тест предње фиоке и Лахманов тест. Тест померања заокрета укључује савијање колена док се држи за глежањ и благо ротирање потколенице према унутра. У тесту предње фиоке, испитивач савија колена до 90 степени, седа на стопала пацијента и нежно повлачи потколеницу према себи. Лахманов тест се изводи стављањем једне шаке на бутину особе, а друге на тибију и повлачењем тибије напред. Ови тестови имају за циљ да провере да ли је ЛЦА нетакнут и да ли је стога у стању да ограничи кретање цеванице напред. Већина стручњака препознаје Лахманов тест као најпоузданији и најосетљивији од сва три.

### Медицинско снимање
Иако клинички преглед искусног лекара може бити тачан, дијагноза се обично потврђује магнетном резонанцом која даје слике меких ткива попут лигамената и хрскавице око колена.  Такође може дозволити визуелизацију других структура које су можда случајно биле захваћене, попут менискуса или колатералних лигамената. Поред тога може се извршити рендген да би се проценило да ли је једна од костију у коленском зглобу сломљена током повреде.
МРИ је можда најчешће коришћена техника за дијагнозу стања ЛЦА, али није увек најпоузданија техника, јер ЛЦА може бити прикривен крвљу која испуњава зглоб након повреде.

### Артрометри / Лаксиметри
Други облик евалуације који се може користити у случају да физички преглед и МРИ нису довољни за дијагнозу је испитивање лаксиметрије (тј. артрометрија и снимање у стресу), које укључују примену силе на ногу и квантификовање резултирајућег померања колена. Ова медицинска испитивања у основи понављају физикалне тестове, али нуде објективне процене.

## Класификација
Повреда лигамента назива се угануће. Америчка академија ортопедских хирурга дефинише повреду ЛЦА у смислу тежине и класификује их као угануће степена 1, 2 или 3. Угануће 1. степена се јавља када се лигамент мало истегне, али то не утиче на стабилност коленског зглоба. Угануће 2. степена настаје када се лигамент истегне до те мере да постане лабав; ово се такође назива делимичном руптуром. Угануће 3. степена настаје када се лигамент потпуно поцепа на два дела, а коленски зглоб више није стабилан. Ово је најчешћа врста повреде ЛЦА.
Отприлике половина повреда ЛЦА јавља се заједно са повредама других структура у колену, укључујући остале лигаменте, менискусе или хрскавицу на површини костију. Специфичан образац повреде назван „несрећна тријада“ (познат и као „ужасна тријада“ или „О'Донахјуова тријада“) укључује повреду ЛЦА, унутрашњег колатералног лигамента и медијалног менискуса, и јавља се када се на колено примени бочна сила док је стопало фиксирано на земљи.

## Превенција
Интересовање за превенцију неконтактне повреде ЛЦА је било велико. Међународни олимпијски комитет, након свеобухватног прегледа превентивних стратегија, изјавио је да програми превенције повреда имају мерљив ефекат на смањење повреда. Ови програми су посебно важни код спортисткиња које имају већу учесталост повреде ЛЦА од спортиста, као и код деце и адолесцената који су у високом ризику од друге (поновљене) руптуре ЛЦА.
Истраживачи су открили да атлетичарке често доскачу с релативно екстендираним коленима у аддукцији, при чему већина телесне тежине лежи на једној нози, а горњи део тела се нагиње на једну страну; ова четири фактора стварају прекомерно оптерећење лигамената на колену и на тај начин повећавају вероватноћу руптуре ЛЦА. Постоје докази да се бављење неуромускуларним тренингом (НМТ), које се фокусира на јачање тетиве, равнотежу и укупну стабилност смањује ризик од повреда побољшавањем образаца кретања током покрета са високим ризиком. Такви програми су корисни за све спортисте, посебно за адолесценткиње.
Програми за спречавање повреде (Injury prevention programs) поуздани су у смањењу фактора ризика од повреде ЛЦА, позивајући се на теорије доминације.

## Лечење
Лечење руптуре ЛЦА важно је за:
- смањење абнормалних покрета колена и побољшање функције колена,

- изградњу поверења да би се колено поново нормално користило,

- спречавање даље повреде колена и смањење ризика од остеоартритиса,

- оптимизује дугорочни квалитет живота након повреде.

### Нехируршки
Нехируршки третман руптуре ЛЦА укључује прогресивну, структурирану рехабилитацију која има за циљ обнављање снаге мишића, динамичку контролу колена и психолошко самопоуздање. Код неких, ЛЦА може зарасти без операције током процеса рехабилитације (тј. поцепани комади се поново сједињују да би формирали функционални лигамент).
Сврха третмана вежбања је да успостави нормално функционисање система мишића и равнотеже око колена. Истраживање је показало да правилним тренирањем мишића око колена кроз вежбе, тело може да се „научи“ да поново контролише колено, и упркос додатном кретању унутар колена, колено се може осећати снажно и способно да издржи оптерећење.
Типично, овај приступ укључује посету физиотерапеуту или лекару спортске медицине убрзо након повреде ради надгледања интензивног, структурираног програма вежби. У почетку се могу користити и други третмани, као што су практичне терапије, како би се смањио бол. Физиотерапеут ће деловати као тренер кроз рехабилитацију, обично постављањем циљева за опоравак и давањем повратних информација о напретку.
Процењени временски оквир нехируршког опоравка је 3–6 месеци и зависи од обима првобитне повреде, постојеће кондиције и посвећености рехабилитацији и спортским активностима. Неки можда неће бити задовољни исходом нехируршког лечења и касније ће се одлучити за операцију.

### Хирургија
Операција за реконструкцију  подразумева замену поцепаног ЛЦА „графтом“, који је тетива преузета из другог извора. Трансплантати се могу узети из лигамента пателе, тетива задње ложе бута или тетиве квадрицепса, било од особе која је подвргнута процедури („аутографт“) или од леша („алографт“). Графт служи као скела (матрица) на којој ће израсти ново ткиво лигамената. 
Операција се ради артроскопом или ситном камером уметнутом у колено, са додатним малим урезима око колена за уметање хируршких инструмената. Ова метода је мање инвазивна и доказано резултира мањим болом након операције, краћим временом боравка у болници и бржим временима опоравка од "отворене" хирургије (у којој се прави дугачки рез на предњем делу колена и зглоб се отвори и изложи).
Време реконструкције ЛЦА је контроверзно, неке студије показују лошије исходе када се операција ради одмах након повреде, а друге не показују разлику у исходима када се операција уради одмах у поређењу са одлагањем хирургије. Америчка академија ортопедских хирурга изјавила је да постоје умерени докази који подржавају смерницу да реконструкција ЛЦА треба да се догоди у року од пет месеци од повреде како би се побољшала функција особе и заштитило колено од даљих повреда; међутим, потребно је урадити додатне студије како би се утврдило најбоље време за операцију и како би се боље разумео утицај временског распореда на клиничке исходе.
Млади спортисти који имају рану хируршку реконструкцију вероватније ће се вратити на свој претходни ниво спортских активности у поређењу са онима који су подвргнути одложеној операцији или неоперативном лечењу. Такође је мања вероватноћа да ће доживети нестабилност у колену ако се подвргну раној операцији. У Сједињеним Државама се обави преко 100.000 операција реконструкције ЛЦА годишње. Преко 95% реконструкција ЛЦА изводи се у амбулантним условима. Најчешћи поступци изведени током реконструкције ЛЦА су делимична менискектомија и хондропластика.

#### Врсте графта
Трансплантати се убацују кроз тунел који се буши кроз потколеничну кост (тибија) и бутну кост (фемур). Затим се калем провуче кроз тунел и учврсти вијцима.
Опције калема за реконструкцију ЛЦА укључују:
- Аутотрансплантати (применом кости или ткива извађених из тела пацијента).

- Алографти (користећи кост или ткиво другог тела, са леша или живог донора).

- БЕАР имплантат (коришћењем биоинжењерских скела за премошћавање у које је убризгана крв самог пацијента).
- Синтетичко ткиво за реконструкцију ЛЦА је такође развијено, али постоји мало података о његовој снази и поузданости.

#### Аутографт
Помоћни мишић задње ложе бута или део лигамента пателе су најчешће ткиво даваоца које се користи у аутотрансплантату. Иако се првобитно ређе користила, тетива квадрицепса постала је популарнији графт.
Будући да је ткиво које се користи у аутотрансплантату пацијентово, ризик од одбацивања је минималан. Показало се да је стопа реоперација код младих, активних појединаца нижа када се користи аутотрансплантација у поређењу са алографтом.

##### Тетива мишића задње ложе бута
Аутотрансплантати од тетива мишића задње ложе бута (тзв. хамстринг графт) се праве са тетивом полужиластог мишића (м. семитендиносус), појединачно или у пратњи тетиве м. грацилис-а за јачи графт. М. семитендиносус је помоћни мишић задње ложе бута (примарни мишићи су нетакнути), а грацилис је помоћни адуктор (примарни адуктори су такође нетакнути). Две тетиве се обично комбинују и називају четворожилним тетивним графтом, који се прави од дугачких делова (око 25 цм) уклоњеним са сваке тетиве. Сегменти ових тетива су пресавијени и уплетени заједно, да би формирали тетиву четвороструке дебљине за калем. Плетени сегмент провучен је кроз окрајке потколенице и бутне кости, а крајеви су причвршћени вијцима на супротним странама обе кости.
За разлику од пателарног лигамента, фиксација уплетене тетиве на кости може се пореметити покретом након операције. Стога се апарат (bracer) често користи за имобилизацију колена у трајању од једне до две недеље. Докази сугеришу да графт од уплетене тетиве дугорочно ради једнако добро, или приближно једнако добро, као и графт пателарног лигамента. Уобичајени проблеми током опоравка укључују јачање квадрицепса и мишића потколенице.
Главна хируршка рана је на горњој проксималној потколеници, што спречава типичан бол који се осећа приликом клечања након операције. Рана је типично мања од оне на графту пателарног лигамента, па узрокује мање постоперативног бола. Друга опција која је први пут описана 2004. године, минимално инвазивна техника за узимање графта са задњег дела колена, бржа је, производи знатно мању рану, избегава компликације код узимања графта са предњег реза и смањује ризик од повреде нерва.
Постоје неке несугласице око тога колико се тетива полужиластог мишића регенерише након узимања за трансплантацију. Већина студија сугерише да се тетива може обновити бар делимично, мада ће и даље бити слабија од изворне тетиве.
Предности тетивног калема укључују подношење великог "оптерећења до пуцања", крутост калема и низак постоперативни морбидитет. Природни ЛЦА може да поднесе оптерећење до 2.160 њутна. Код тетивног калема, овај број се удвостручује, смањујући ризик од поновних повреда. Крутост тетивног графта - четвороструко већа од природног ЛЦА (Bartlett, Clatworthy and Ngugen, 2001) - такође смањује ризик од поновних повреда.

##### Лигамент пателе
Лигамент пателе повезује пателу (чашицу колена) са тибијом (потколеницом). Графт се обично узима са повређеног колена, али у неким околностима, као што је друга операција, може се користити и друго колено. Користи се средња трећина тетиве са уклоњеним фрагментима костију на сваком крају. Графт се затим провуче кроз рупе избушене у тибији и бутној кости и заврне на своје место. Нешто је већа од калема мишића задње ложе бута.
Мане у поређењу са тетивним графтом су:
- Повећани бол у рани

- Повећано стварање ожиљака

- Ризик од пуцања чашице током узимања калема

- Повећан ризик од тендинитиса.

- Повећани нивои бола, чак и годинама након операције, при активностима које захтевају клечање.[тражи се извор]

Неки или сви ови недостаци могу се приписати постоперативном скраћивању тетива пателарног зглоба.
Рехабилитација након операције је различита за свако колено. Почетна рехабилитација за колено са графтом ЛЦА фокусирана је на смањење отока, постизање пуног опсега покрета и стимулисање мишића ногу. Циљ даваоца калема је да одмах започну вежбе снаге са великим понављањем.

#### Алографт
Пателарни лигамент, тетива м. тибиалис антериор или Ахилова тетива могу се извадити из леша и користити у реконструкцији ЛЦА. Ахилова тетива, због своје велике дебљине, мора бити обријана да стане у зглобну шупљину.

#### Избор калема

##### Тип
Типично, старост и начин живота помажу у одређивању врсте калема који се користи за реконструкцију ЛЦА. Највећи фактори стабилности колена су правилно постављање графта од стране хирурга и лечење других повреда мениско-лигамента у колену, а не врста графта. Међутим, у постојећој литератури, само је процена артрометара КТ-1000 показала већу опуштеност реконструкцијом помоћу алографта. Трансплантати лигамента пателе резултовали су мањим бројем компликација и већом стабилношћу на испитивању артрометром КТ-1000.

##### Место
Не постоји идеално место за калемљење за реконструкцију ЛЦА. Хирурзи су у прошлости графте лигамента пателе сматрали „златним стандардом“ за стабилност колена.
Хамстринг аутоплантати не дају брже резултате него аутотрансплантати лигамента пателе, након краткорочног и средњорочног праћења примарне реконструкције ЛЦА. Међутим, уочена разлика у стопама неуспеха је довољно мала да се и даље сматрају одрживим опцијама за примарну реконструкцију ЛЦА.
Трансплантати лигамента пателе су у прошлости имали проблема са клизањем и истезањем фиксације током времена. Савремене методе фиксације избегавају клизање графта и дају слично стабилне исходе уз лакшу рехабилитацију, мање болова у предњем делу колена и мање укочености зглобова.
Иако има мање искуства са употребом графта од м. тибиалис антериор, прелиминарни подаци нису показали разлику у краткорочним субјективним исходима између овог трансплантата и алотрансплантата тетиве пателе.
Тетива квадрицепса, иако историјски резервисана за ревизијске реконструкције, уживала је обновљени фокус као свестрани и издржљиви графт за примарне реконструкције. Употреба тетиве квадрицепса обично не резултира истим степеном бола у предњем делу колена постоперативно, а коришћење тетиве квадрицепса производи поуздано дебео, робусан графт. Тетива квадрицепса има приближно 20% више колагена по површини пресека од тетиве пателе и доступан је већи пречник употребљивог меког ткива.

#### Bridge Enhanced ACL Repair (БЕАР имплантат)
Нови приступ лечењу руптуре ЛЦА развијен је у дечијој болници у Бостону и тренутно је у клиничким испитивањима. Bridge Enhanced ACL Repair (БЕАР) имплантат је биоинжењерски постављени мост који се убризгава са малом количином сопствене крви пацијента да стимулише зарастање и поновно повезивање ЛЦА. Резултати прве студије на људима објављене у марту 2019. у Ортопедском часопису за спортску медицину показали су да је 10 пацијената који су примили имплантат БЕАР имало сличне клиничке, функционалне исходе и резултате пријављене од пацијената као 10 пацијената који су били подвргнути реконструкцији ЛЦА аутографтом. У току су додатна клиничка испитивања.

#### Ligament Advanced Reinforcement System (LARS)
Предњи укрштени лигамент (ЛЦА) колена је често повређен. Недовољна је реваскуларизација лигамента након потпуне руптуре, што ограничава његову способност зарастања и захтева операцију реконструкције. У последњих 20 година развијене су нове врсте синтетичких лигамената. Напредни систем ојачања лигамента (ЛАРС) један је од ових нових синтетичких лигамената који је недавно стекао популарност. Постоје докази који подржавају ЛАРС као одрживу опцију за операцију реконструкције с обзиром на стопу компликација и високе оцене задовољства пацијента у поређењу са традиционалним хируршким техникама. Међутим, систематски прегледи ЛАРС-а у вези са стабилношћу калема и дугорочним функционалним исходима, истакли су неколико важних празнина у постојећој литератури која захтевају будуће истраживање. Неопходност рехабилитације након ЛАРС-а је добро препозната, али постоје ограничени докази који воде протоколе рехабилитације.

#### Лечење матичним ћелијама
Аутологна трансплантација матичних ћелија помоћу мезенхимских матичних ћелија (МСЦ) коришћена је за побољшање времена опоравка од операције ЛЦА, посебно за спортисте. МСЦ су мултипотентне матичне ћелије, што значи да се могу развити у више типова ћелија. У случају мезенхимских матичних ћелија, ови типови ћелија укључују остеобласте (коштане ћелије), адипоците (масне ћелије) и хондроците (ћелије хрскавице). Ткиво лигамента углавном се састоји од фибробласта и ванћелијског матрикса. Ћелије лигамента се разликују у величини, реагују на различите знаке у ћелијском окружењу и изражавају различите маркере на ћелијској површини, ограничавајући број клиничких третмана за убрзану поправку ткива ЛЦА на МСЦ и примарне фибробласте добијене из ткива другог ЛЦА. Због тога већина модерних инјекција матичних ћелија користи МСЦ да би промовисала брже поправљање ЛЦА и омогућила људима као што су спортисти да се брже врате у своје претходно стање.
Да би се МСЦ диференцирале у ЛЦА, оние морају бити постављене у одговарајућу скелу (матрикс) на којој ће расти и морају бити у биореактору који одржава нормално физиолошко окружење да ћелије могу ефикасно да се деле и умножавају. Скела мора имати механичка својства здравог ЛЦА, да одржи лигамент док је у свом примарном облику и одржава нормално кретање колена. Скеле које се користе за раст ЛЦА укључују колаген, свилу, желатин, полихлечну киселину и гликозаминогликане. Механичка својства скела су даље побољшана плетењем и увијањем материјала скеле.
Биореактор мора имати слична својства као коленски зглоб, тако да се, када се ЛЦА убаци у тело, не одбацује као стран, што би могло проузроковати инфламацију. Због тога мора да има компатибилне нивое пХ, ниво концентрације кисеоника, нивое метаболита и температуру, поред тога што мора бити стерилна.

#### Опоравак
Почетна физикална терапија састоји се од вежби са опсегом покрета (РОМ), често под водством физикалног терапеута. Опсег вежби за кретање користи се за враћање флексибилности лигамента, спречавање или разградњу ожиљног ткива и смањење губитка мишићног тонуса. Примери вежби за низ покрета укључују: контракције квадрицепса и подизање испружених ногу. У неким случајевима, уређај за континуирано пасивно кретање (ЦПМ) користи се одмах након операције како би се помогло у флексибилности. Пожељни метод спречавања губитка мишића су изометријске вежбе које ничим не оптерећују колено. Истезање колена у року од две недеље је важно у многим смерницама за рехабилитацију.
Отприлике шест недеља је потребно да би се кост причврстила за графт. Међутим, пацијент обично може самостално ходати и обављати једноставне физичке задатке пре тога са опрезом, ослањајући се на хируршку фиксацију графта док не дође до истинског зарастања (везивања графта за кост). У овој фази може започети прва рунда физикалне терапије. Ово се обично састоји од пажљивих вежби за враћање флексибилности и мале количине снаге. Једно од најважнијих мерила опоравка је дванаест недеља после операције. После овога, пацијент обично може започети агресивнији режим вежби који укључује стрес на колено и повећање отпора. Може се укључити и трчање.
После четири месеца могуће су интензивније активности попут трчања без ризика. После пет месеци, лагани куглични рад може започети јер је лигамент скоро обновљен. После шест месеци, реконструисани ЛЦА је углавном у пуној снази (ткиво лигамета се потпуно обновило) и пацијент се може вратити активностима које укључују сечење и извртање ако се носи стабилизатор колена. Опоравак се разликује од случаја до случаја, а понекад обнављање стресних активности може потрајати годину дана и дуже.

#### Ризици
Ако се након операције не испоштује одговарајући поступак рехабилитације, ЛЦА постаје мање покретљив и кости почињу да се тару једна о другу. Ненормални покрет костију такође може оштетити ткиво зглоба, што може довести до остеоартритиса.

### Рехабилитација
Циљеви рехабилитације након повреде ЛЦА су враћање снаге и покрета у колену. Ако се особа са повредом ЛЦА подвргне операцији, процес рехабилитације прво ће се усредсредити на полако повећање опсега покрета зглоба, а затим на јачање околних мишића како би се заштитио нови лигамент и стабилизовало колено. Коначно, започиње функционални тренинг специфичан за активности потребне за одређене спортове. Може проћи шест или више месеци док се спортиста не врати спорту после операције, јер је од виталне важности да се врати осећај равнотеже и контроле над коленом како би се спречила друга повреда.

### Прогноза
Прогноза повреде ЛЦА је генерално добра, а многи људи враћају функцију повређене ноге у року од неколико месеци. Повреда ЛЦА је некада била повреда која завршава каријеру за такмичарске спортисте; међутим, последњих година операција реконструкције ЛЦА праћена физикалном терапијом омогућила је многим спортистима да се врате на ниво перформанси пре повреде.
Дуготрајне компликације повреде ЛЦА укључују рани артритис колена и / или поновно кидање лигамента. Фактори који повећавају ризик од артритиса укључују тежину почетне повреде, повреду других структура у колену и ниво активности након лечења. Нелечење руптуре ЛЦА понекад може проузроковати оштећење хрскавице унутар колена, јер ће се код руптуре ЛЦА зглобне површине потколенице и бутне кости трљати једна о другу.
Нажалост, младе спортисткиње имају значајан ризик од поновног кидања графта или кидања ЛЦА на другом колену након опоравка. Забележен је овај ризик код скоро 25% младих спортиста. Стога спортисте треба прегледати на било који неуромускуларни дефицит (тј. асиметричну слабост ноге или неправилан облик доскока) пре него што се врате спорту.

## Епидемиологија
У Сједињеним Државама годишње има око 200 000 руптура ЛЦА. Инциденца руптуре ЛЦА је око 69 на 100.000 годишње, са стопама код мушкараца од 82 на 100.000 и код жена од 59 на 100.000. При рашчлањивању стопа на основу старости и пола, жене између 14-18 година имале су највише стопе повреда са 227,6 на 100.000. Мушкарци у доби од 19 до 24 године имали су највише повреда са 241 на 100.000.

#### Спорт
Стопе поновне руптуре међу младим фкултетским спортистима биле су највише код мушких фудбалера са 15 на 10.000, затим код гимнастичарки са 8 на 10.000 и фудбалерки са 5,2 на 10.000.
Средњошколци имају повећан ризик од руптуре ЛЦА у поређењу са неспортистима. Међу средњошколкама у Сједињеним Државама спорт са највећим ризиком од руптуре ЛЦА је амерички фудбал, а затим кошарка и лакрос. У америчкој кошарци и фудбалу жене доживљавају више руптура ЛЦА него у свим осталим спортовима заједно. Спорт са највећим ризиком за средњошколце у САД била је кошарка, праћена лакросом и фудбалом. У кошарци жене имају 5-8 пута веће шансе да доживе руптуре ЛЦА него мушкарци.

## Закључак
Најчешће ситуације при којима долази до повреде ЛЦА су скијање (33%), фудбал (20%), остали спортови (14%), саобраћај (20%). Подаци Јакоба и Страублиа (1992) и Укропине сагласни су у учесталости различитих механизама повређивања лигамената колена. Нигде се не поставља такво питање компензације (према декомпензацији) функције зглоба колена као у случају инсуфицијенције ЛЦА, јер он битно обезбеђује предњу стабилност, али уз бочне везе и м. семимебраносус. Због тога се у случају изолованог оштећења ЛЦА стабилност колена и радна способност могу одржавати годинама, све док минимална траума не изазове лезију осталих елемената. Тада долази до манифестне декомпензације колена са нестабилношћу и тегобама. Код лезије само ЛЦА-а преостала компензаторна резерва је 66%. Изоловане лезије ЛЦА настају механизмом хиперекстензије и унутрашње ротације, када се ЛЦА утискује у интеркондиларну фосу (Грантов усек) и бива повређен. Крајеви круцијата често су тешко оштећени и примарна реконструкција и сутура је немогућа, па се врши примарно ојачање тетивним графтовима. Многи аутори описали су примену аутологих и алогених графтова у реконструкцији ЛЦА и других лигамената колена. У избору графта данашње схватање даје предност примени аутографта над алографтовима. Од аутографтова најчешће се користе средња трећина лигамента пателе, тетиве м. семитендиносуса и/или грацилиса, тетива м. бицепса фемориса, тетива м квадрицепса фемориса, са или без свог пателарног коштаног блока, а од алографтова део Ахилове тетиве. Проблем у примени графта је његово преживљавање и задржавање његових механичких карактеристика, јер постављени грефон пролази кроз сложен процес лигаментизације током чијих фаза је неолигамент вулнерабилан. Данас се ипак користе углавном графт лигамента пателе и семитендиносус-грацилис графт уз поступке који поштују наведене анатомске постулате у избору графта, његовом позиционирању, месту припоја и фиксацији. Сматра се да, поред масног јастучета, извор васкуларизације за графт представља и синовија, која је уједно и извор недиферентованих Ц ћелија које замењују ткиво графта у периоду од 30 недеља. Процесом синовијализације и лигаментизације неолигамент постаје налик нормалном ЛЦА-у, под условом да је у току овог процеса обезбеђена стабилност зглоба, јер при нестабилностима долази до дезинтеграције новоствореног колагена. Оптималне (сличне нормалном ЛЦА-у) карактеристике неолигамент достиже у току 11-12 месеци, када стиче чврстину 81% нормалног ЛЦА. Иначе цео процес матурације неолигамента траје од 1-3 године. Избор графта је индивидуалан и зависи од стања колена и постоперативних захтева. Предност графта лигамента пателе је у чврстини и снази фиксације, што је битно код хронично нестабилних колена где су и секундарни, капсуларни стабилизатори оштећени. Осим о карактеристикама самог графта, мора се водити рачуна и о месту и чврстини фиксације и штети коју трпи донорно место на колену.